# Ajamu
Ajamu is een bestuurslaag in het regentschap Labuhan Batu van de provincie Noord-Sumatra, Indonesië. Ajamu telt 5685 inwoners (volkstelling 2010).